# Georges Lemaître
  Georges Lemaître    (Charleroi, 17 de juliol de 1894 - Lovaina, 20 de juny de 1966) va ser un sacerdot, astrofísic i matemàtic belga. Estudià especialment la teoria de la relativitat general d'Albert Einstein i les seves aplicacions en cosmologia, la recessió de les galàxies i la seva interpretació dintre la teoria de l'univers en expansió, avançant-se així a la hipòtesi coneguda com a model del big-bang. Entre les seves obres, destaquen Discussion sur l'évolution de l'Univers (1933) i Hypothèse de l'atome primitif (1946).

## Biografia
Va néixer a la ciutat valona de Charleroi, a la província d'Hainaut (Bèlgica). A l'edat de 17 anys, va entrar a la Universitat de Lovaina i hi va estudiar enginyeria civil. Després de servir com a voluntari en l'exèrcit belga durant la Primera Guerra Mundial, va començar a estudiar física i matemàtiques, incloent-hi la teoria de la relativitat d'Einstein. Va obtenir el doctorat el 1920, i aquell mateix any va ingressar al seminari catòlic de Mechelen, la Maison Saint-Rombaud, i fou ordenat sacerdot el 1923.
Va estar un any a la Universitat de Cambridge (Anglaterra) amb l'astrònom Arthur Eddington, i un altre a Massachusetts (EUA), amb Harlow Shapley. Després va tornar a la Universitat de Lovaina com a professor a temps parcial. Allà, el 1927, va publicar un informe en el qual va resoldre les equacions d'Einstein sobre l'univers sencer –equacions que Alexander Friedmann ja havia resolt sense saber-ho Lemaître–, i va suggerir que l'univers s'està expandint, segons una de les solucions, i que és per això que Slipher i Wirtz havien observat un desplaçament cap al roig de la llum de les nebuloses espirals. El 1931, va proposar la idea que l'univers es va originar en una explosió d'un «àtom primigeni» o «ou còsmic». L'esmentada explosió posteriorment es va anomenar big-bang.
Durant els anys següents, va desenvolupar la teoria i va participar en la controvèrsia científica i religiosa sobre l'origen de l'univers. Segons la seva estimació, l'univers té entre 10 i 20 mil milions d'anys, la qual cosa correspon amb les estimacions actuals. Al final de la seva vida, es va dedicar cada vegada més als càlculs numèrics. El seu interès per les computadores i la informàtica va acabar per fascinar-lo completament.
Va morir el 1966 a Lovaina, poc després de sentir la notícia del descobriment de la radiació còsmica de fons, la prova de la seva teoria.

## Obres seleccionades
- "Un Univers homogène de masse constante et de rayon croissant rendant compte de la vitesse radiale des nébuleuses extragalactiques", Anales de la Sociedad Científica de Bruselas 47A (1927): 41. Nature 128 (1931) suppl.: 704.
- L'Hypothèse de l'Atome Primitif (La hipòtesi de l'àtom primigeni), 1946.

### Traduccions al català
- L'evolució de l'univers.  Tarragona: Publicacions URV, 2010 (Ciència i Humanisme; 1). ISBN 9788484241478. Presentació de Manuel Sanromà Lucía. Traducció de Sara Sicart.